# Bolero (pel·lícula de 1934)
Bolero és una pel·lícula estatunidenca dirigida per Wesley Ruggles, estrenada el 1934.

## Argument
Començaments de segle, dos germans, Raoul i Mike De Baere. Raoul no té més que un sol objectiu en la vida: fer-se ballarí. Gràcies als diners estalviats, el seu somni es realitza. Mike es converteix en el seu empresari. Esperant dedicar-se al seu art, Raoul refusa tot compromís amb les seves companyes femenines. Un dia, a París, coneix Helen Hathaway, també ballarina, i munta un número amb ella. Helen comprèn de pressa que Raoul intenta fugir d'ella, i decideix casar-se amb Lord Coray, un noble anglès. La primera guerra mundial esclata...

## Repartiment
- George Raft: Raoul De Baere
- Carole Lombard: Helen Hathaway
- Sally Rand: Annette
- Frances Drake: Leona
- William Frawley: Mike DeBaere
- Gertrude Michael: Lady D'Argon
- Ray Milland: Lord Robert Coray
- Gloria Shea: Lucy
- Ann Sheridan: Bit Part